# USS LST-465
O USS LST-465 foi um navio de guerra norte-americano da classe LST que operou durante a Segunda Guerra Mundial.